# Hassan El-Sayed Attia
Hassan El-Sayed Attia (arab. حسن السيد عطية ; ur. 10 listopada 1931) – egipski strzelec, olimpijczyk. 
Brał udział w Letnich Igrzyskach Olimpijskich 1964 (Tokio). Startował w jednej konkurencji, w której zajął 47. miejsce.

## Wyniki olimpijskie
| Igrzyska | Konkurencja            | Wynik                           | Miejsce | Źródło |
| -------- | ---------------------- | ------------------------------- | ------- | ------ |
| IO 1964  | Pistolet dowolny, 50 m | 506 punktów (85-84-88-82-85-82) | 47.     | [ 1 ]  |